# Шевченко, Олег Викторович
Олег Викторович Шевченко (16 сентября 1978) — украинский футболист и тренер.

## Игровая карьера
Воспитанник харьковского футбола. В составе «Металлиста» играл с 1996 по 2001 годы. За команду сыграл 74 матча в чемпионатах Украины, из которых 35 — в высшей лиге. Дебют в высшем дивизионе 7 июля 1998 года в игре против мариупольского «Металлурга». С 2004 по 2006 годы (с перерывом) играл в луганской «Заре», где провёл 57 матчей, 7 из которых — в «вышке». С 2007 года играл в командах низших дивизионов. Был капитаном команд «Авангард» (Краматорск) и «Кремень» (Кременчуг).
После окончания игровой карьеры работал тренером-преподавателем Детской академии ФК «Гелиос».